# Гвоздёв, Иван Михайлович
Иван Михайлович Гвоздев (17 февраля 1827 —14 ноября 1896) — русский судебный медик, один из основоположников отечественной научной школы судебной медицины.

## Биография
Иван Михайлович Гвоздев родился в купеческой семье 17 февраля 1827 года в городе Твери. В августе 1850 года поступил на медицинский факультет Московского университета, после окончания которого в 1855 году получил звание уездного врача.
Два года Иван Михайлович работал ассистентом в хирургическом отделении госпитальной клиники Московского университета, затем частным врачом в имении помещика М.Ф. Петрова — Соловьёва.
С 1862 по 1865 находился в научной командировке в Европе и изучал судебную медицину, патологическую анатомию и судебную химию в Вюрцбургском, Пражском, Берлинском, Марбургском и Венском университетах по направлению Министерства просвещения.
23 марта 1868 года в Санкт-Петербургской медико-хирургической академии защитил докторскую диссертацию на тему «Материалы для изучения асфиксии преимущественно с точки зрения медицинского правоведения»
В мае 1868 года приехал в Казань, где баллотировался в доценты кафедры судебной медицины с токсикологией, гигиеной и медицинской полицией. Он активно участвовал в педагогической, практической и научной деятельностях и 10 апреля 1869 года был избран экстраординарным профессором.
18 ноября 1869 года в Казанском университете на медицинском факультете была образована самостоятельная кафедра судебной медицины, которую возглавил Иван Михайлович, он занимал эту должность вплоть до 1895 года, когда по собственному желанию ушёл в отставку и переехал в Санкт-Петербург.
Иван Михайлович преподавал не только на медицинском факультете, но и на юридическом, а так же в повивальном институте. Из-за недостатка специализированной литературы на русском языке, он вместе со своими студентами перевёл руководство по судебной медицине Гофмана, которое стало широко использоваться в других университетах и впоследствии было переведено и другими авторами.
Приказом министерства народного просвещения от 31 июля 1871 года Иван Михайлович был утвержден ординарным профессором, а в 1889 году получил звание заслуженного профессора.
В 1888 году благодаря Ивану Михайловичу начато строительство пристройки к зданию анатомического театра Казанского университета. В построенной часовне предполагалось хранение трупов, подлежащих судебно-медицинскому исследованию. Судебно-медицинские исследования трупов со студентами института проводились в этой часовне вплоть до 1986 года.

## Публикации
В 1887 году была издана книга «Первичный наружный осмотр мёртвого тела известной личности», основанная на практическом опыте двадцатилетней работы Ивана Михайловича, участвовавшего более чем в 900 вскрытиях. В 1896 году в Санкт-Петербурге книга была переиздана.
Наиболее известные научные работы:
- «Судебно-медицинские данные в руках адвокатов» (1869);
- «Разбор судебно-медицинских мнений по делу об убийстве Белова» (1874);
- «К учению о телесных повреждениях» (1885);
- «О самоубийстве с социальной и медицинской точки зрения» (1889).